# Hristo Mladenov
Pour les articles homonymes, voir Mladenov.
Hristo Stefanov Mladenov (bulgare : Хpиcтo Cтeфaнoв Mлaдeнoв), né le 7 janvier 1928 en Bulgarie et mort le 24 août 1996 dans le même pays, est un joueur de football bulgare, devenu ensuite entraîneur.

## Biographie

### Carrière d'entraîneur
Il officie à trois reprises comme sélectionneur de l'équipe de Bulgarie : de 1972 à 1974, puis de 1976 à 1977, et enfin de 1986 à 1987. Il dirige les joueurs bulgares lors du mondial 1974 organisé en Allemagne.

## Palmarès
| Levski Sofia - Championnat de Bulgarie : - Vice-champion : 1963-64 et 1980-81. |  | Beroe Stara Zagora - Coupe des Balkans (1) : - Vainqueur : 1969. - Finaliste : 1970. |  | Slavia Sofia - Championnat de Bulgarie : - Vice-champion : 1979-80. - Coupe de Bulgarie (1) : - Vainqueur : 1979-80. |

| Farense - Championnat du Portugal D2 (1) : - Champion : 1982-83. |  | Belenenses - Coupe du Portugal (1) : - Vainqueur : 1988-89. |